# Kallimármaro
Kallimármaro (en grec moderne : Καλλιμάρμαρο) est un quartier d'Athènes, en Grèce. Le quartier est situé à Pangrati, autour du stade du même nom également appelé stade panathénaïque, c'est-à-dire, le stade de tous les Athéniens. Le quartier est implanté au pied de la colline Ardittós (el). Il tire son nom du stade, Kallimármaro, signifiant : d’un beau marbre en référence au marbre du stade.  Kallimármaro est bordé par le quartier de Mets.

## Source
- (el) Cet article est partiellement ou en totalité issu de l’article de Wikipédia en grec moderne intitulé « Μεταξουργείο (Αθήνα) » (voir la liste des auteurs).